# Indice de dureté
En astronomie des rayons X, l'indice de dureté est une mesure de la forme approximative du spectre d'un objet céleste émettant dans le domaine des rayons X. Il permet d'estimer à quelle vitesse le spectre de l'objet décroît dans ce domaine de longueur d'onde. Plus l'indice de dureté est élevé, plus le spectre est énergétique.

## Formule
L'indice de dureté est défini par
{\displaystyle r={\frac {H-S}{H+S}}},
où H est S sont respectivement la couleur dure et la couleur molle de l'objet.
L'indice de dureté peut être positif ou négatif (il est compris entre -1 et 1), suivant les valeurs relatives de sa couleur molle et de sa couleur dure. Dans le cas où le spectre de l'objet devient plus énergétique, c'est-à-dire que son émission augmente plus à haute énergie qu'à basse énergie, alors la couleur dure augmente plus vite que la couleur molle, et l'indice de dureté augmente, d'où son nom.